# Ренквисхаузен
Ренквисхаузен (нем. Renquishausen) — община в Германии, в земле Баден-Вюртемберг. 
Подчиняется административному округу Фрайбург. Входит в состав района Тутлинген.  Население составляет 725 человек (на 31 декабря 2010 года). Занимает площадь 7,70 км².